# Kleine Stellepolder
De Kleine Stellepolder is een polder ten noordwesten van Philippine, en onderdeel van de Polders in de vaarwegen naar Axel en Gent, in de Nederlandse provincie Zeeland. 
De polder, met een merkwaardige afgeronde ruitvorm, werd bedijkt in 1866. Het was een opwas van schorren in de Braakman, gelegen daar waar een aantal vaargeulen tezamen kwamen en van waar men per schip zowel Mauritsfort ( de haven van Hoek) als de haven van Philippine kon bereiken.
Tijdens de werkzaamheden brak onder de 500 polderjongens de cholera uit, waarbij 25 slachtoffers te betreuren waren.
De polder is vernoemd naar een stelle, die in het schorrengebied gelegen was.